# Очиток чорнуватий
{{#ifeq:0|0|{{#if:Sedum atratum|{{#if:|[[]}}|[[]]}}}}
Очиток чорнуватий (Sedum atratum) — вид квіткових рослин з родини товстолистових (Crassulaceae).

## Біоморфологічна характеристика
Це однорічні трав'яні рослини 2–8 см заввишки, виразно соковиті, голі, зазвичай без безплідних пагонів, зазвичай буро-червоні. Стебла тонкі, від прямовисних до висхідних, розгалужені біля основи, густо облистнені. Листки зазвичай коричнево-червоні, щільні, товсто-м'ясисті, булавоподібні, 3–6 мм завдовжки. Листочки широкоовальні або широкояйцеподібні. Суцвіття щільне, 3–6 квіток. Квітки діаметром 3–6 мм. Чашолистки подовжено-овальні, в 2 рази коротші пелюсток. Пелюстки червонуваті, білуваті чи зеленуваті, часто з червоними смужками, загострені, в 1–1.5 раза довші за чашолистки. Плоди — листянки. Насіння 0.6–0.8 × 0.2–0.3 мм. Тичинок 10. 2n=16.

## Поширення
Поширення: Європа (Австрія, Швейцарія, Німеччина (пд.), Польща (пд.), Словаччина, Албанія, Болгарія, Боснія і Герцеговина, Греція, Хорватія, Італія, Північна Македонія, Чорногорія, Румунія, Сербія, Словенія, Іспанія (пн.), Франція (пд.)).
В Україні вид росте на скелястих та кам'янистих місцях — у Карпатах, зрідка